# Domenico Losurdo

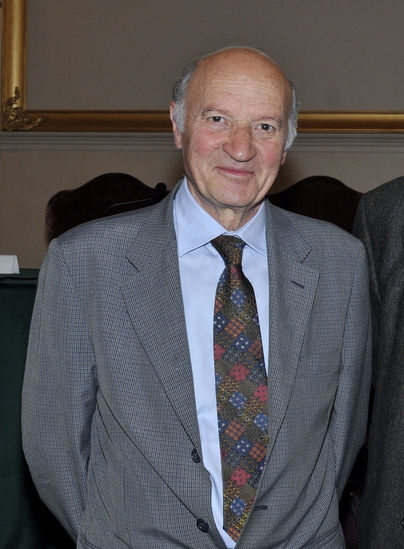
Domenico Losurdo (2011)

Domenico Losurdo (* 14. November 1941 in Sannicandro di Bari, Italien; † 28. Juni 2018) war ein italienischer Publizist und Professor für Philosophie an der Universität Urbino.

## Leben
Losurdo schloss sein Philosophiestudium 1963 an der Universität Urbino mit einer Dissertation über den Hegel-Schüler Karl Rosenkranz ab und arbeitete dort als Hochschullehrer für Geschichte der Philosophie. An der Universität Urbino war er Dekan der Philosophischen Fakultät. Losurdo war Präsident der Internationalen Gesellschaft Hegel-Marx für dialektisches Denken und Mitglied der Leibniz-Sozietät der Wissenschaften zu Berlin. Zusammen mit Hans Heinz Holz († 2011) gab er die philosophische Halbjahresschrift Topos heraus.
In den 1960er Jahren trat Losurdo der Kommunistischen Partei Italiens bei, nach deren Auflösung im Jahr 1991 wurde er Mitglied der Partito della Rifondazione Comunista. Zuletzt gehörte er der Partito dei Comunisti Italiani an.
Losurdo war Präsident der Associazione Politica e Culturale Marx21, die unter anderem die kommunistische Zeitschrift Marx Ventuno herausgab. Seit 2013 erscheint die Zeitschrift in der MarxVentuno Editions.
Mitunter wird Losurdo als einer der produktivsten marxistischen Autoren der vergangenen Jahrzehnte bezeichnet. Losurdo schrieb mehr als 50 Bücher auf Italienisch, war Herausgeber und veröffentlichte auch zahlreiche Arbeiten auf Deutsch. In seinem Buch Die Gemeinschaft, der Tod, das Abendland verdeutlichte er die allgemein positive Haltung der deutschen Geisteswissenschaftler gegenüber dem Ersten Weltkrieg.
Der marxistische Historiker Christoph Jünke bezeichnete Losurdo als neostalinistisch. Er wurde von den Kritikern seines Buches über Stalin beschuldigt, ein Apologet für den Stalinismus zu sein. Der Historiker David Broder schrieb: „Während er die exorbitanten und paranoiden Aspekte von Stalins Führung erkannte, waren seine Bemühungen, sie zu relativieren, oft von einem polemischen Eifer geprägt, der durch die gesammelten Beweise nicht gerechtfertigt war. Dies machte seine Neuformulierung des Stalinismus 'interessanter' als unbedingt überzeugend.“ Andere Autoren wie Andreas Wehr halten diesen Vorwurf nicht für haltbar, da Losurdo die Verbrechen während der Stalinära keineswegs bestritten, sondern ausführlich geschildert habe.

## Kampf um die Geschichte – Abriss
Das 1996 und in Neuauflage 2002 in Italien erschienene Il revisionismo storico. Problemi e miti wurde 2007 in deutscher Übersetzung unter dem Titel Kampf um die Geschichte. Der historische Revisionismus und seine Mythen – Nolte, Furet und die anderen veröffentlicht. Hierin kritisiert Losurdo den seiner Auffassung nach bestehenden Geschichtsrevisionismus vieler Autoren.
Ähnlich wie Enzo Traverso im Anschluss an Arno J. Mayer von einem Zweiten Dreißigjährigen Krieg spricht und dabei vom Jahr 1914 mit Beginn des Ersten Weltkrieges unter Einbeziehung der so genannten Zwischenkriegszeit bis zum Kriegsende 1945 rechnet, benutzt Losurdo durchgängig das Bild vom Zweiten Dreißigjährigen Krieg, „um einen Ausdruck zu benutzen, auf den die Historiker oft zurückgreifen, um die Periode der kolossalen Umwälzungen zwischen 1914 und 1945 zu bezeichnen.“ Losurdo wirft nämlich vor allem Ernst Nolte und François Furet vor, sie würden den Ersten Weltkrieg als Auslöser der Russischen Revolution von 1917 übergehen und erst 1917 als Ausgangspunkt für ihre These vom „Europäischen Bürgerkrieg“ wählen, um ausschließlich Bolschewismus und Nationalsozialismus als konfliktträchtig aufeinander beziehen zu können. Dabei unterschlagen sie nach Losurdo zwei Hauptmomente, die zum Verständnis des „Zweiten Dreißigjährigen Krieges“ unabdingbar gehören: nämlich den „totalen Krieg“ als eine von allen am Krieg Beteiligten geteilte Erfahrung einerseits und den Kolonialismus als gemeinsames neuzeitliches europäisches Phänomen andererseits. So habe Adolf Hitler in zahlreichen Aussagen gezeigt, wie er den Kampf um Lebensraum im Osten mit dem Erwerb eines „Deutschindien“ oder dem „Far West“ der amerikanischen Eroberung bis zum Pazifik verglichen habe. In dieses kolonialistische Szenario seien schließlich die europäischen Juden als „Eingeborene“ geraten: „Die Tatsache, dass das Schicksal der Juden durch ihre doppelte Stigmatisierung als orientalische ‚Eingeborene‘ und als Überträger des orientalischen Bolschewismus besiegelt worden ist, wird überhaupt nicht in Betracht gezogen.“
Diese Sichtweise findet sich ähnlich bei Enzo Traverso, der 2002 (dt. 2003) schrieb: „Sicherlich stellte Osteuropa den ‚Lebensraum‘ dar, den man kolonisieren wollte, doch diese Eroberung implizierte die Vernichtung der UdSSR und des Bolschewismus, eines Staates und einer Ideologie, die die Nazis als Produkt einer Verbindung zwischen ‚jüdischer Intelligenz‘ und slawischem ‚Untermenschentum‘ ansahen.“ So sei dieser totale Krieg gleichzeitig ein Eroberungskrieg, ein Rassenkrieg und ein Kolonialkrieg gewesen.

## Veröffentlichungen

### Monografien
- Immanuel Kant. Freiheit, Recht und Revolution. (= Studien zur Dialektik). Aus dem Italienischen übersetzt von Erdmute Brielmayer. Pahl-Rugenstein Verlag, Köln 1987, ISBN 978-3-7609-1164-9.
- Hegel und das deutsche Erbe. Philosophie und nationale Frage zwischen Revolution und Reaktion. Pahl-Rugenstein Verlag, Köln 1989, ISBN 978-3-7609-1234-9.
- Fichte – die Französische Revolution und das Ideal vom ewigen Frieden. Berlin 1991.
- Zwischen Hegel und Bismarck. Berlin 1993.
- Die Gemeinschaft, der Tod, das Abendland. Heidegger und die Kriegsideologie. Aus dem Italienischen übersetzt von  Erdmute Brielmayer. Metzler Verlag, Stuttgart 1995, ISBN 978-3-476-01299-9.
- Geschichtsphilosophie und Ethik. Frankfurt 1998.
- Flucht aus der Geschichte? Essen 2000.
- Hegel und die Freiheit der Modernen. Frankfurt 2000.
- Der Marxismus Antonio Gramscis. Hamburg 2000, vollständige Neuausgabe 2012.
- Die Linke, China und der Imperialismus. Essen 2000.
- zusammen mit Erwin Marquit: Zur Geschichte der kommunistischen Bewegung. Essen 2005.
- Kampf um die Geschichte. Der historische Revisionismus und seine Mythen. Papyrossa Verlag, Köln 2007.
- Demokratie oder Bonapartismus. Triumph und Niedergang des allgemeinen Wahlrechts. Papyrossa Verlag, Köln 2008, ISBN 978-3-89438-385-5.
- Nietzsche, der aristokratische Rebell. Intellektuelle Biographie und kritische Bilanz. Argument, Hamburg 2009. ISBN 3-88619-338-1.[19]
- Freiheit als Privileg. Eine Gegengeschichte des Liberalismus. Aus dem Italienischen übersetzt von Hermann Kopp. Papyrossa Verlag, Köln 2010, ISBN 978-3-89438-431-9.
- Die Deutschen. Sonderweg eines unverbesserlichen Volkes? Kai Homilius Verlag, Werder (Havel) 2010, ISBN 978-3-89706-415-7.[20]
- Die Sprache des Imperiums. Ein historisch-philosophischer Leitfaden. (= Neue kleine Bibliothek, Band 167). Aus dem Italienischen übersetzt  von Erdmute Brielmayer. PapyRossa Verlag, Köln 2011, ISBN 978-3-89438-469-2.
- Stalin. Geschichte und Kritik einer schwarzen Legende. Mit einem Essay von Luciano Canfora. Papyrossa Verlag, Köln 2012, 3. und durchgesehene Auflage 2017, ISBN 978-3-89438-496-8.
- Gewaltlosigkeit. Eine Gegengeschichte. Argument, Hamburg 2015.
- Der Klassenkampf oder Die Wiederkehr des Verdrängten? Eine politische und philosophische Geschichte. Papyrossa Verlag, Köln 2016, ISBN 978-3-89438-604-7.
- Wenn die Linke fehlt... Gesellschaft des Spektakels, Krise, Krieg. Papyrossa Verlag, Köln 2017, ISBN 978-3-89438-651-1.
- Der westliche Marxismus. Wie er entstand, verstarb und wieder auferstehen könnte. Papyrossa Verlag, Köln 2021, ISBN 978-3-89438-694-8.
- Eine Welt ohne Krieg. Die Friedensidee von den Verheißungen der Vergangenheit bis zu den Tragödien der Gegenwart. Papyrossa Verlag, Köln 2022, ISBN 978-3-89438-790-7.
- Der Kommunismus : Geschichte, Erbe und Zukunft, eingeleitet und herausgegeben von Giorgio Grimaldi ; aus dem Italienischen von Christel Buchinger, Köln : PapyRossa Verlag, 2024, ISBN 978-3-89438-815-7

### Herausgeberschaften
- Zusammen mit Hans Jörg Sandkühler: Philosophie als Verteidigung des Ganzen der Vernunft. (= Reihe Studien zur Dialektik). Pahl-Rugenstein,  Köln 1988, ISBN 978-3-7609-1218-9.